# Nowy Jasiniec

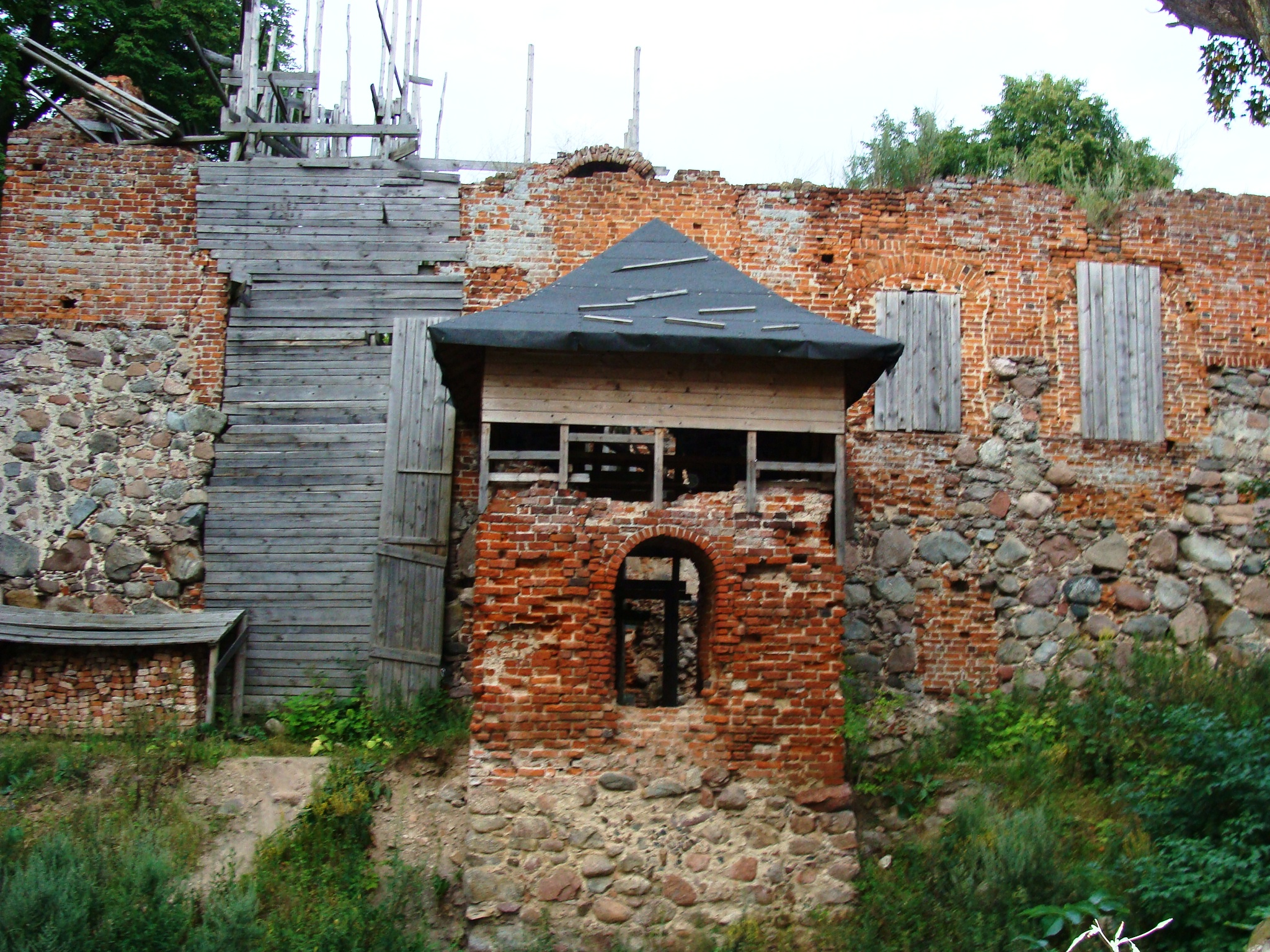
Zustand der Burgruine (2013)

Nowy Jasiniec (deutsch Neu Jaschinnitz) ist ein Ort der Gmina Koronowo in der Woiwodschaft Kujawien-Pommern in Polen. Im Jahr 2015 lebten hier 207 Einwohner.
Die Ruine der Ordensburg Jaschinnitz ist ein Baudenkmal.

## Geographische Lage
Das Dorf liegt an der Straße nach Serock, 8 km nordöstlich von Koronowo und 26 km nordwestlich von Bydgoszcz. Die Schmalspurbahn Bydgoszcz–Koronowo hatte einen Haltepunkt im benachbarten Wtelno.
Das Dorf ist von einer postglazialen, hügeligen Landschaft umgeben. Im Norden des Dorfes befindet sich der See Jezioro Nowojasinieckie, aus dem ein Bach fließt, der den See Świekatowskie Jezioro mit dem Jezioro Koronowskie (Stausee Crone) verbindet. Im Osten des Dorfes befindet sich der Jezioro Zamkowe (Burgsee), durch die Struga Graniczna in den Stausee Crone fließt.

## Ortsteile
| SIMC | Name            | Qualität |
| --- | --------------- | -------- |
| 1027886 | Ameryka         | Ortsteil |
| 1027892 | Cygański Koniec | Ortsteil |
| 0089098 | Pólko           | Ortsteil |
| 1028012 | Wiktorowo       | Ortsteil |
| Quelle: Verordnung des Ministeriums für Verwaltung und Digitalisierung vom 13. Dezember 2012 über die Liste der offiziellen Namen der Orte und ihrer Teile (Dziennik Ustaw, 2013, 200) |                 |          |

## Geschichte
Nach vorheriger Zugehörigkeit zum  Deutschordensstaat wurde die Region mit dem Gebiet des Kreises Schwetz 1466 Teil des autonomen Preußen Königlichen Anteils, das vom Deutschen Orden abgefallen war und sich freiwillig unter die Schirmherrschaft der Polnischen Krone begeben hatte.
Über Urnenfunde im Bereich von Nowy Jasiniec/Neu Jaschinnitz berichten 1881 die Schriften der Naturforschenden Gesellschaft in Danzig: „Im September d. Js. ist auf dem Herrn v. Borne gehörigen Rittergute Neu-Jaschinnitz, Kreis Schwetz, ein Gräberfeld von acht Steinkisten aufgedeckt worden, welches ich selbst bald darauf näher prüfen konnte. Dasselbe lag gen Süden an einem allmählich zum See geneigten Abhange nur 1 cm unterhalb der Oberfläche. Die Kisten hatten einen quadratischen bis oblongen Grundriß und enthielten je 1–8 Urnen verschiedener Größe, von denen keine bemerkenswerthe Ornamente zeigte. Sie waren sämmtlich mit Asche angefüllt, welche auch einige Beigaben an Bronzestückchen, Glasschlacke und Feuersteinscherben enthielt. Herr v. Borne, welcher für diese Funde ein Interesse bekundete, übergab mir eine der Urnen als Belagstück und will das Museum von allen weiteren ähnlichen Vorkommnissen sofort benachrichtigen.“
Nach den Einträgen im Geographischen Lexikon des Königreichs Polen reicht die Geschichte der Burg bis ins Jahr 1264 zurück, zu dieser Zeit war Nasław der Kastellan. Bekannt sind die Nachnamen der Dorfvorsteher, die hier von den deutschen Rittern nach der Übernahme Pommerns niedergelassen wurden. 1390 war es Johann Beke, Pfleger czum Jeanitz, 1433 war es Jakób. 1349 wurde Nowy Jasiniec erstmals in Dokumenten unter dem Namen Jessenicz erwähnt. Im Mittelalter diente Nowy Jasiniec als Grenzburg für die Kastellan auf der Handelsroute von Polen nach Pomesanien. Im 14. Jahrhundert wurde es von den deutschen Rittern übernommen, die das zuvor existierende Schloss wieder aufbauten. Auf einem rechteckigen Grundriss errichtet, bestand es aus der eigentlichen Burg und der äußeren Vorburg mit einem Torhaus. Es wurde während der Kriege mit dem Orden zerstört und 1454 wieder aufgebaut. In den Jahren 1466 bis 1772 war es der Sitz von Starosts außerhalb der Stadt. In der Renaissance wurde es wieder aufgebaut. Im Zeitraum 1773–1846 diente die Burg als evangelische Kirche; später verfiel sie.
Über die Dorfgeschichte heißt es in der Zeitschrift des Westpreußischen Geschichtsvereins 1884:

„Neu-Jaschinnitz. 0. L. III a. Es ist ein Erbpachtsgut.

Es gehörte lange Zeit der Tucholkaschen Familie, 1723 dem Starost Ignatz T. zu Lowinnek, 1753 dem T., Erbherrn zu Brzezno, 1769 dem Jakob Tucholka, Hauptmann von Jasiniec, im J. 1773 dem Ignatz v. T., Sohn des vorigen. Im J. 1826 wurde es für 2000 Thlr. in der Subhastation von Rittmeister Ludwig von Lehmann, 1835 für 4000 Thlr. von M. Mahr, 1837 für 5000 Thlr. von Johann Gottlieb Schulze, 1838 für 6500 Thlr. von Johann Nep. von Born gekauft. Am 22. October 1878 wurde es von dem Rittergutsbesitzer Joseph von Wollschläger in Schönfeld für 250.505 Mk., am 13. December 1879 von Frau Amalie von Born, geb. von Dembinska, für 253.000 Mk. und am 19. September 1883 vom Gutsbesitzer Anton von Dembinski für 270.000 Mk. erworben. Der jetzige Besitzer, Otto Pahl, kaufte es am 23. December 1883.

Neu-Jaschinnitz war ehedem ein königliches Vorwerk und wurde von der preußischen Regierung in ähnlicher Weise wie Gut Groddeck in ein Erbpachtsgut umgewandelt und mit einem Kanon von 353 Thlr. belegt.

Im J. 1773 hatte es 15 kulm. Hufen 27 Morg. Vorwerksland und 17 Haushaltungen mit 51 theils katholischen, theils lutherischen Bewohnern, darunter 6 gespannhaltende Gärtnerpächter, 3 Gewerbetreibende, 1 Handwerker und 1 Geistlicher.

Im J. 1789 nach dem Eingange des ehemaligen dortigen Domainen-Amtes Jaschinnitz gehörte es zum Amt Schwetz und zum Kreise Konitz.

Jaschinnitz-Mühle. Neu-Jaschinnitz-Mühle, Jaschiennitz oder Serwadtka (1789). 0. L. III a; eine königliche Mühle an einem Fließ bei Neu-Jaschinnitz.“

Nowy Jasiniec gehörte bis 1772 zu Polen, danach zu Preußen, seit 1795 wieder zu Polen. Seit 1815 war es im Kreis Bromberg in der Provinz Posen in Preußen.
Das evangelische Kirchspiel Schirotzken (Jaschinnitz) datiert bereits aus der Zeit nach 1772. Das Ordenshaus Jasnitz (später evangelische Kirche zu Neu-Jaschinnitz) wurde 1868 vom evangelischen Pfarrer C. L. Fischer als baufällig beschrieben: „Zum Schluß legte Pastor Fischer aus Schirotzken [polnisch Serock] den großen durch die Baufälligkeit seiner Kirche zu Neu-Jaschinnitz eingetretenen Nothstand seiner Gemeinde den Zuhörern ans Herz“, verlautete 1868 in der Protestantischen Kirchenzeitung für das evangelische Deutschland (Berlin, Verlag von Georg Reimer, 1868, S. 399).
Am 22. April 1874 wurde der Amtsbezirk Schirotzken Nr. 34 aus den Landgemeinden Alt Jaschinnitz, Neu Jaschinnitz, Schirotzken und Schukai sowie den Gutsbezirken Kurpischewo, Pulko, Forst und Wontrobowo (7 Gemeinden/Gutsbezirke) gebildet. Er wurde zunächst vom Amtsvorsteher in Łowinek (Lowinneck) verwaltet. Am 18. Juli 1874 erfolgte die Umbenennung der Landgemeinde Alt Jaschinnitz in Alt Jasnitz.
Seit 1920 gehörte Nowy Jasiniec wieder zu Polen. Der am 9. Januar 1920 gebildete Amtsbezirk Schirotzken umfasste die Landgemeinden Alt Jasnitz, Neu Jaschinnitz und Schirotzken sowie die Gutsbezirke Pulkau, Forst und Wątrobowo (Wontrobowo) und wurde zuletzt verwaltet vom Amtsvorsteher in Neu-Jaschinnitz-Mühle. Die bisher polnische Landgemeinde Serock mit den Dorfgemeinden Brzeźno, Łowinek (teilweise), Nowy Jasiniec, Stary Jasiniec und Serock wurden am 26. Oktober 1939 vom Deutschen Reich völkerrechtswidrig annektiert. 1945 wurde es wieder Teil Polens und erhielt den Namen Nowy Jasiniec zurück.
Im Zeitraum 1950–1975 gehörte das Dorf administrativ zur so genannten Großen Woiwodschaft Bydgoszcz (Województwo bydgoskie) und in den Jahren 1975–1998 zur Kleinen Woiwodschaft Bydgoszcz. Nach Angaben der Gemeindeverwaltung von Koronowo hatte Nowy Jasiniec im Dezember 2015 207 Einwohner.

## Sehenswürdigkeiten
- Ruine der Ordensburg Jaschinnitz (Zamek w Jasińcu Nowym), Ende 14. Jh., errichtet durch die pommerellischen Herzöge zum Schutz der südlichen Grenze zu Polen. Die Burgruine befindet sich im östlichen Teil des Dorfes am Burgsee auf einem mit Bäumen bewachsenen Hügel. Eine Gruppe monumentaler Eichen ist Gegenstand der lithografischen Arbeiten von Leon Wyczółkowski. Das Geographische Lexikon des Königreichs Polen enthält eine detaillierte Beschreibung des Schlosses: Jasieniec, das Schloss, deutsch: Schloss-Jaschienitz, es ist ein altes Schloss ehemals starostischer und germanischer Ritter, das bis jetzt [im 19. Jahrhundert] recht gut erhalten geblieben ist. Es liegt oberhalb des bedeutenden Jasieniec-Sees auf einem hohen Hügel. Es zeigt ein Gebäude, 72 lang und 41 breit. Es ist im oberen Teil (2. Stock) aus Ziegeln gebaut, während es im unteren Teil aus großen unfertigen Feldsteinen besteht. In seinem unteren Teil und Fundament kommt es zweifelsfrei aus den frühesten fürstlichen Zeiten. Die Wände hier sind 7 bis 8 Fuß dick. Das Dach ist derzeit gefliest. Die Burg war von Stadtmauern und tiefen Wassergräben umgeben. Menschen überquerten die Zugbrücke, um den Komplex zu betreten. Es ist von einem Holzstall/einer Holzschmiede aus dem Ende des 19. Jahrhunderts mit Ziegelfüllungen umgeben.[8]

## Tourismus
Drei Wander- und zwei Radwege führen durch das Dorf:
- Szlak żółty im. Leona Wyczółkowskiego: Bydgoszcz Osowa Góra – Sanatorium in Smukale – Smukała – Janowo – Wtelno – Gościeradz – Samociążek – Wilcze Gardło – Nowy Jasiniec – Wymysłowo – Wielonek – Sokole Kuźnica – Pruszcz (69 km)
- Szlak zielony „Jezior Koronowskich“: Wudzyn – Nowy Jasiniec – Fähre Sokole-Kuźnica – Krówka – Łąsko Wielkie – Buszkowo – Byszewo – Koronowo – Samociążek – Stronno (77 km)
- Szlak „Zamkowy“: Serock – Nowy Jasiniec (6 km)
- Międzynarodowa Trasa Rowerowa R-1 – in der Nähe von Nowy Jasiniec verläuft sie entlang der Route: Bydgoszcz Janowo – Bożenkowo – Samociążek – Koronowo – Nowy Jasiniec – Serock – Świecie
- Szlak Rowerowy BY 6001n: Bydgoszcz Leśna – Las Gdański – Piaski – Smukała – Janowo – Świekatowo – Bysławek – Tuchola – Woziwoda – Rytel – Mylof – Swornegacie – Chojnice (167 km)

## Galerie

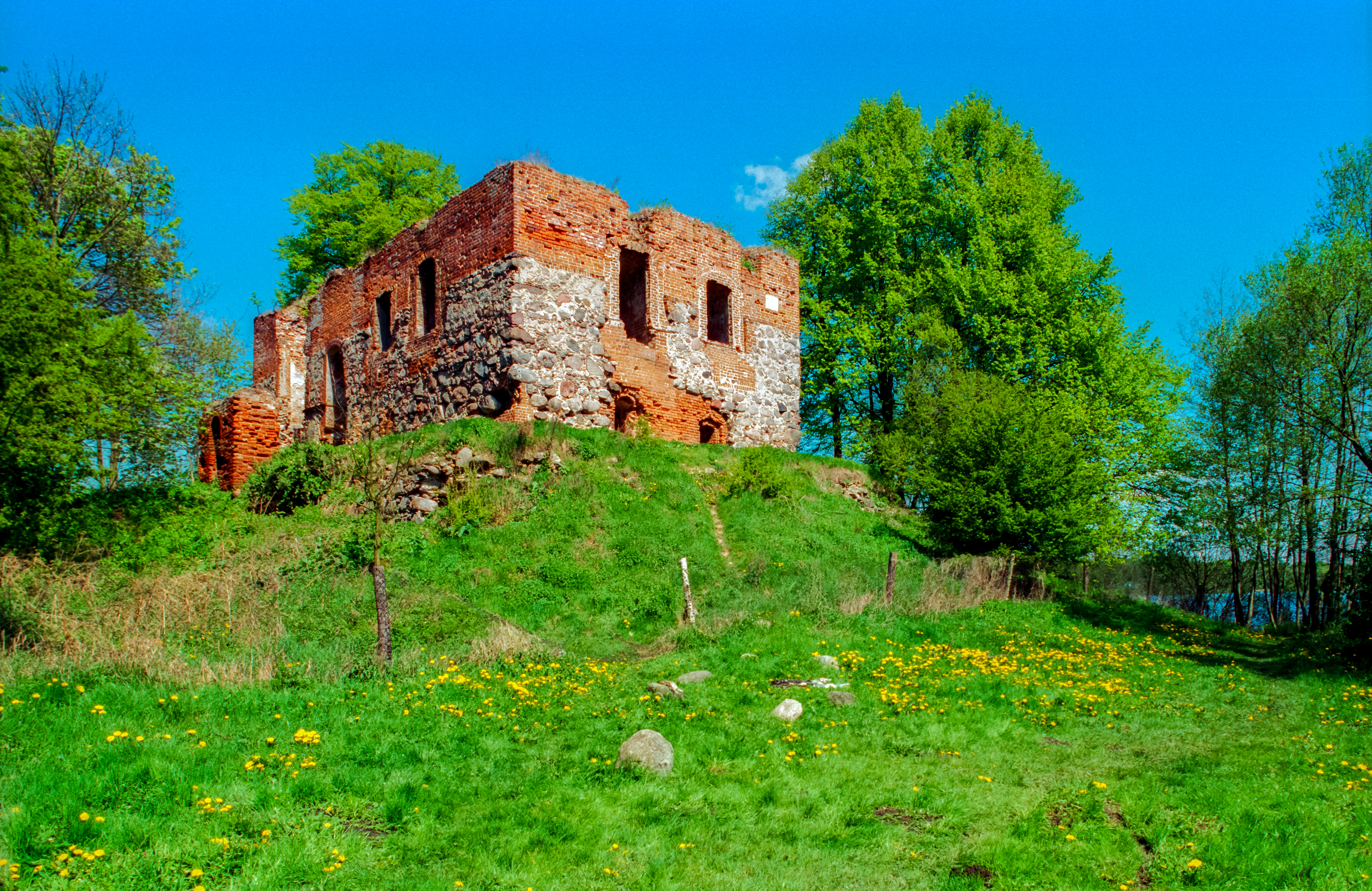
Die Burgruine liegt auf einer Anhöhe (Foto von 2007)
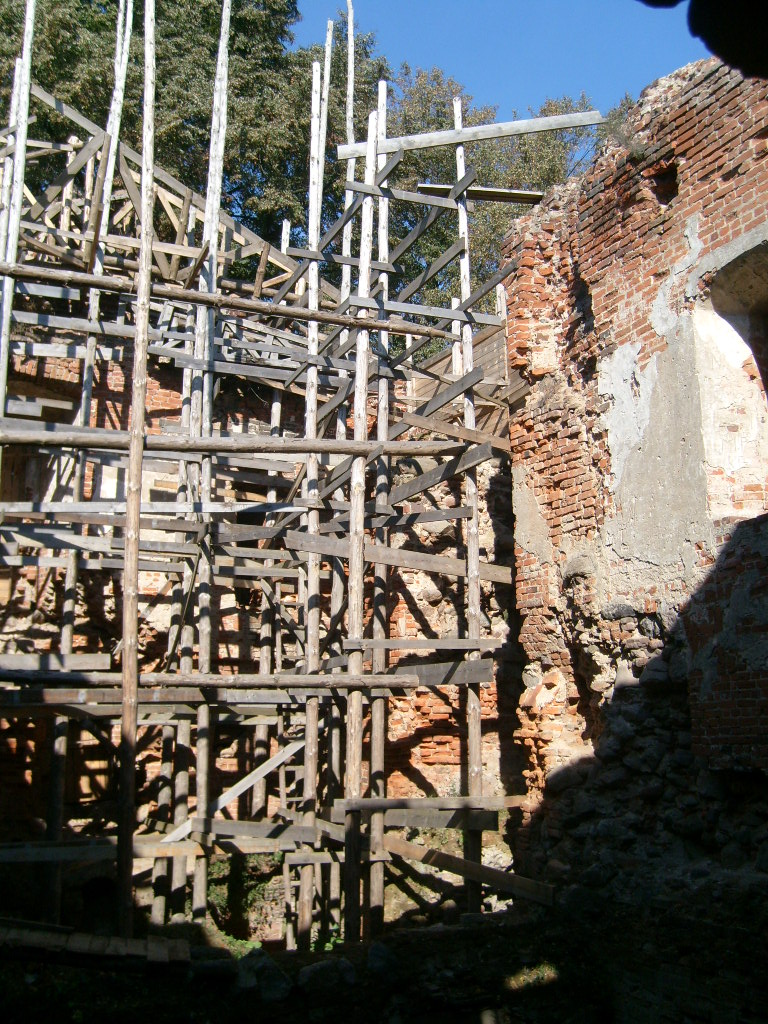
Das Schloss während der Renovierung im Jahr 2007
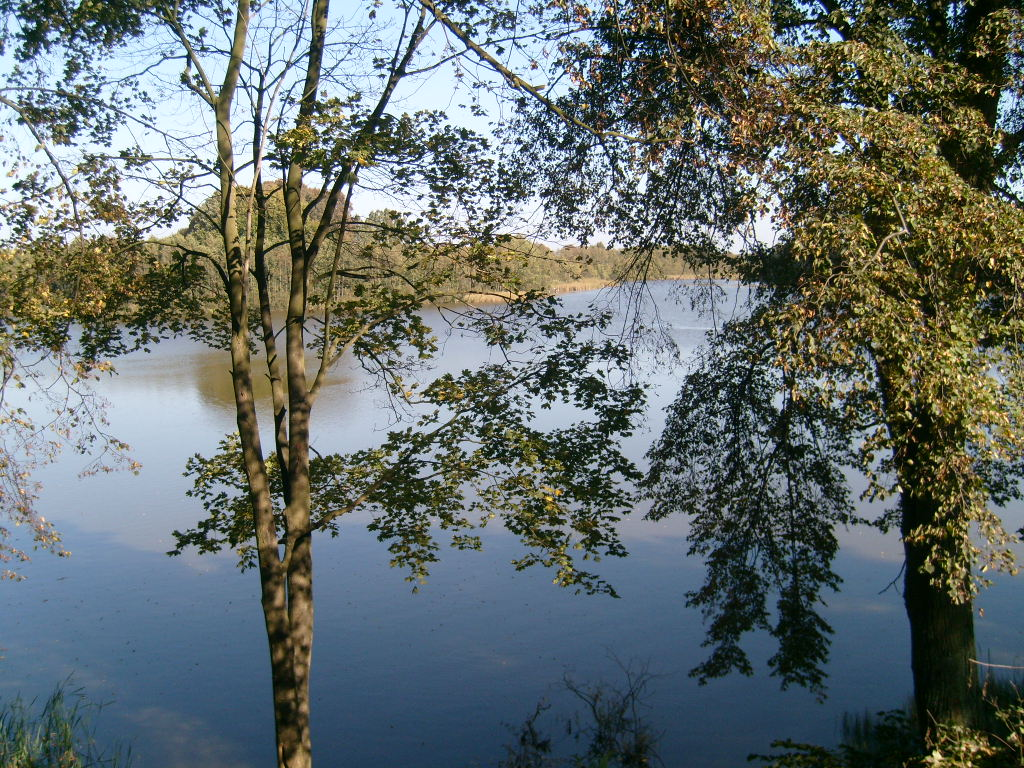
Der Blick vom Burgberg auf den Burgsee
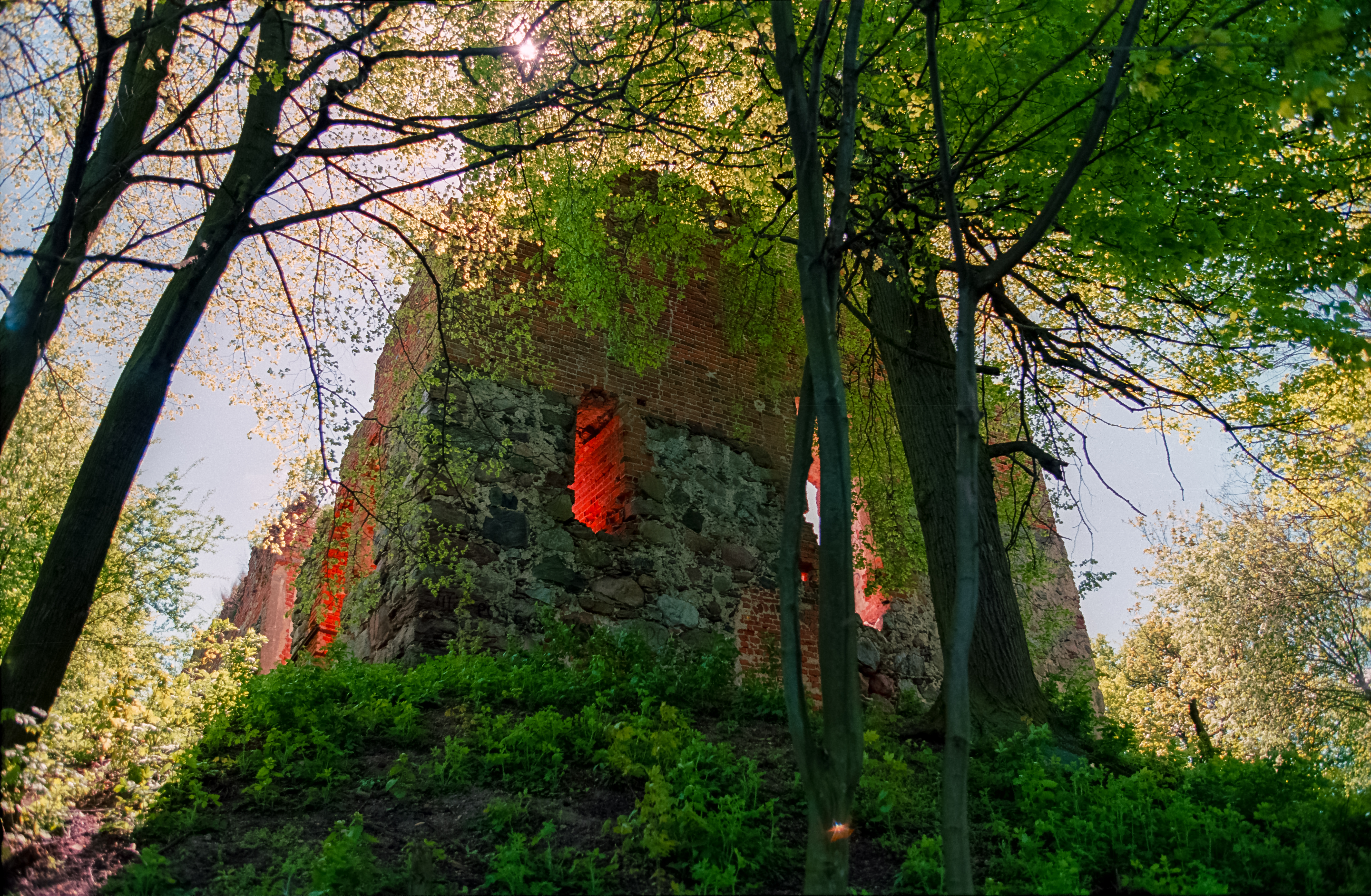
Die Burgruine aus einem anderen Blickwinkel
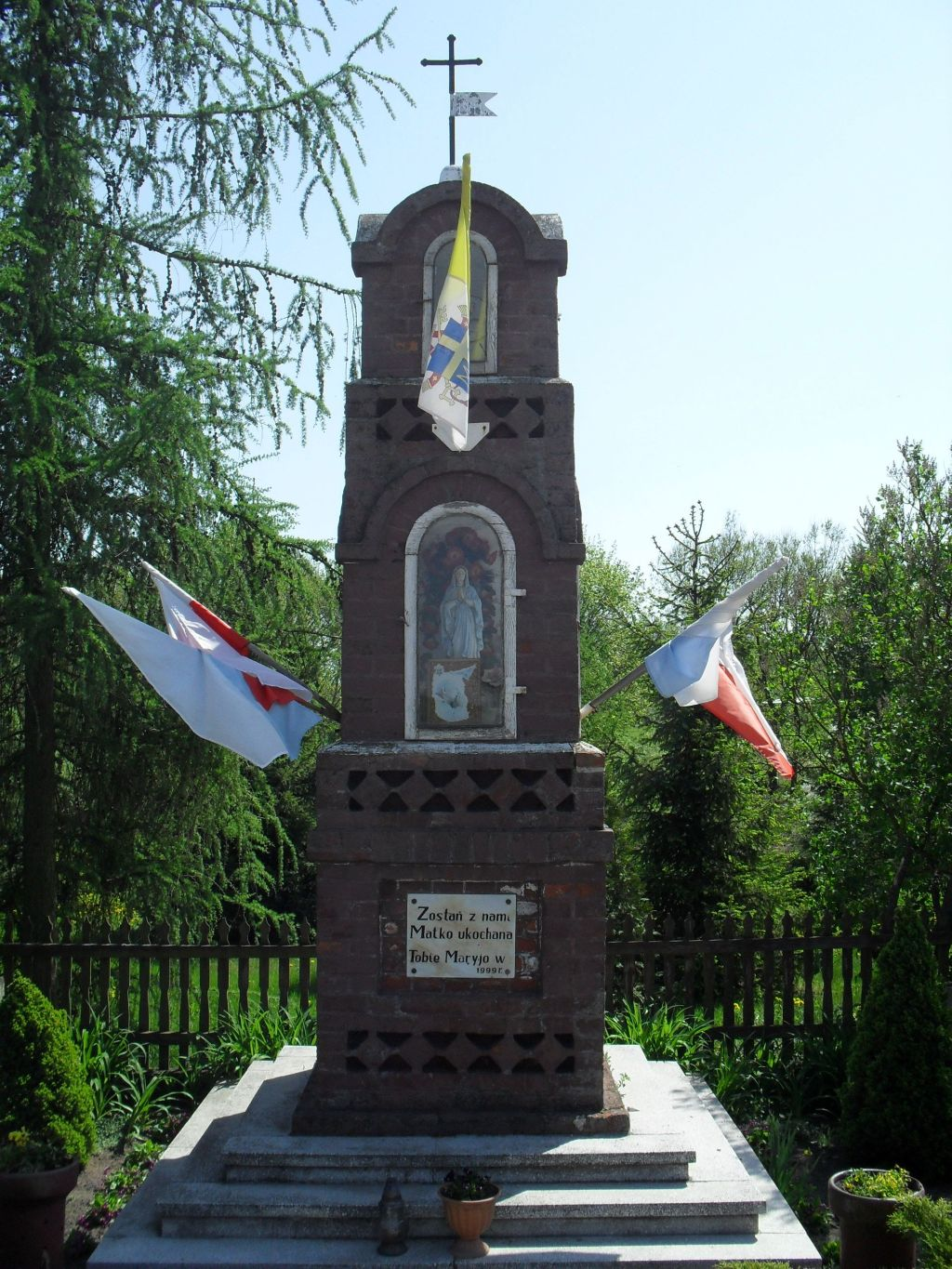
Bildstock